# Robert Danis

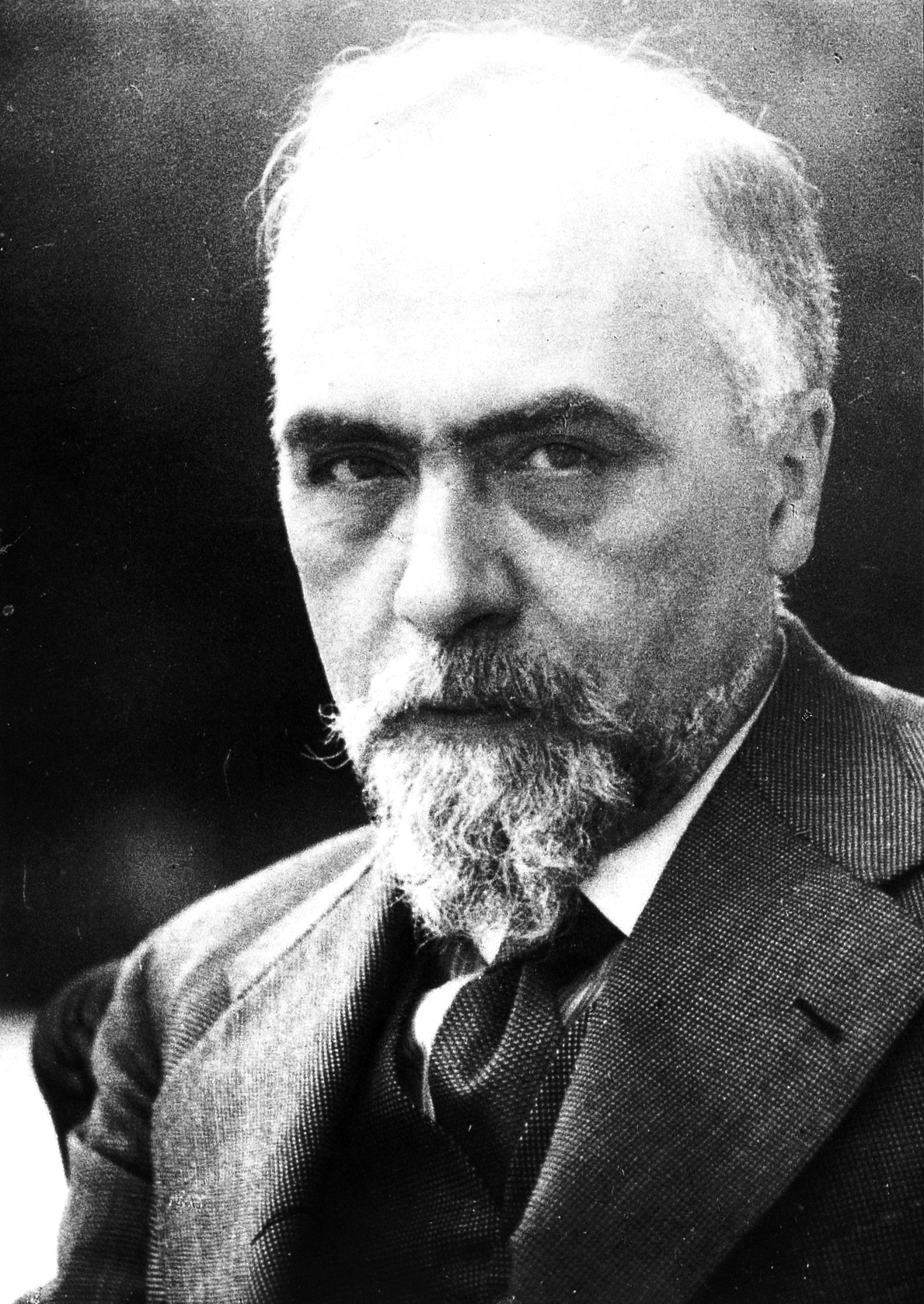
Robert Danis

Robert Danis (* 28. Oktober 1880 in Oudenaarde, Ostflandern; † 3. Juli 1962 in Brüssel) war ein belgischer Chirurg und Hochschullehrer an der Freien Universität Brüssel.

## Leben
Danis war ältester Sohn eines Militär-Tierarztes. Er studierte Medizin an der Université libre de Bruxelles und begann seine chirurgische Weiterbildung nach seinem Studienabschluss 1904 unter Antoine Depage. Zunächst galt sein Interesse der Thoraxchirurgie und er entwarf einen neuen, deutlich einfacheren und leichteren Apparat zur Überdruckbeatmung bei offenen Lungenoperationen, um ein Kollabieren der Lungenflügel zu verhindern. Außerdem experimentierte Danis mit Anastomosen von Blutgefäßen, unter anderem an portokavalen Anastomosen. Diese waren Grundlage seiner Promotion 1912 über Anastomoses et ligatures vasculaires: étude critique et experimentale („Vaskuläre Anastomosen und Ligaturen: kritische und experimentelle Studie“).
Er entwickelte zudem ein Verfahren der Regionalanästhesie besonders der lumbalen und sakralen Nervenwurzeln. Für diese Arbeiten erhielt er 1914 den Seutin-Preis, der nach dem Brüsseler Arzt Louis Seutin benannt ist und von der Freien Universität Brüssel verliehen wird. Darüber hinaus entwickelte er Regionalanästhesien im Gesicht und durch Betäubung des Ganglion Gasseri durch den Mund, um operative Eingriffe im Gesicht und am Auge durchführen zu können. Bei seiner Tätigkeit ab 1913 im Hospice de l’Infirmerie, einer ausschließlich ambulanten Poliklinik im dichtbesiedelten und armen Zentrum Brüssels, führte er als Erster in Belgien eine tagesstationäre Behandlung ein. Er betreute seine Patienten anschließend auch in deren Haus weiter und stellte so die postoperative Versorgung sicher, ohne dafür eine Entschädigung zu verlangen. So erwarb er sich schnell eine große Reputation in Brüssel.
1921 erhielt er den Brüsseler Lehrstuhl für Theorie und Praxis der operativen Chirurgie und wurde im selben Jahr Direktor der Frauenklinik an der Universitätsklinik Brugmann, wo er mit seinem Lehrer Antoine Depage eine neue Technik der Mastektomie entwickelte.
Mit seinem Landsmann Albin Lambotte, dem Österreicher Lorenz Böhler und dem Deutschen Gerhard Küntscher gehörte Danis zu den Pionieren der Unfallchirurgie, die von der Arbeitsgemeinschaft für Osteosynthesefragen als Vorbilder gesehen werden. Wie vor ihm Carl Hansmann (1886) entwickelte er eine Plattenosteosynthese zur Versorgung von Knochenbrüchen. Insbesondere sein in Paris erschienenes Buch Théorie et Pratique de l'Ostéosynthèse (Theorie und Praxis der Osteosynthese, 1949) und eine Hospitation bei ihm im Mai 1950 inspirierten Maurice Edmond Müller bei seinen Entwicklungen. Dieser „wichtigste Besuch in seinem Leben“ führte dann 1958 zur Gründung der Arbeitsgemeinschaft für Osteosynthese durch Müller und Kollegen. Danis hatte 1930 als Erster durch die stabile Kompression der Knochenbruchenden eine kallusfreie „primäre“ Knochenbruchheilung (französisch Soudure autogène) ohne Immobilisierung erreichen können. Zudem verwendete er statt selbstschneidender Holzschrauben Schrauben, für die er zuvor ein Gewinde in den Knochen geschnitten hatte.

## Veröffentlichungen (Auswahl)
- Théorie et pratique de l’ostéosynthèse. Masson, Paris 1932.